# D. B. Sweeney
Daniel Bernard Sweeney, noto anche con lo pseudonimo di D.B. Sweeney (New York, 14 novembre 1961), è un attore statunitense.

## Filmografia parziale

### Cinema
- Fuochi incrociati (Fire with Fire), regia di Duncan Gibbins (1986)
- Giardini di pietra (Gardens of Stone), regia di Francis Ford Coppola (1987)
- La fine del gioco (No Man's Land), regia di Peter Werner (1987)
- Otto uomini fuori (Eight Men Out), regia di John Sayles (1988)
- Sons, regia di Alexandre Rockwell (1989)
- Memphis Belle, regia di Michael Caton-Jones (1990)
- Giacche di cuoio (Leather Jackets), regia di Lee Drysdale (1991)
- Vincere insieme (The Cutting Edge), regia di Paul Michael Glaser (1992)
- Rose White (Miss Rose White), regia di Joseph Sargent (1992)
- Bagliori nel buio (Fire in the Sky), regia di Robert Lieberman (1993)
- Occhi per sentire (Hear No Evil), regia di Robert Greenwald (1993)
- Un adorabile testardo (Roommates), regia di Peter Yates (1995)
- Spawn, regia di Mark A.Z. Dippé (1997)
- Weekend (The Weekend), regia di Brian Skeet (1999)
- Hardball, regia di Brian Robbins (2001)
- Agente Ashley - Protezione speciale (Greenmail), regia di Jonathan Heap (2002)
- Speak - Le parole non dette (Speak), regia di Jessica Sharzer (2004)
- The Darwin Awards - Suicidi accidentali per menti poco evolute (The Darwin Awards), regia di Finn Taylor (2006)
- Entry Level, regia di Douglas Horn (2007)
- Miracolo a Sant'Anna (Miracle at St. Anna), regia di Spike Lee (2008)
- Swamp Shark, regia di Griff Furst (2011)
- Deep in the Heart, regia di Christopher Cain (2012)
- Taken - La vendetta (Taken 2), regia di Olivier Megaton (2012)
- K-11, regia di Jules Stewart (2012)
- Free Fall – Caduta libera (Free Fall), regia di Malek Akkad (2014)
- Bus 657 (Heist), regia di Scott Mann (2015)
- Chi-Raq, regia di Spike Lee (2015)
- Extraction, regia di Steven C. Miller (2015)
- Captive State, regia di Rupert Wyatt (2019)
- Megalopolis, regia di Francis Ford Coppola (2024)

### Televisione
- Fuori nel buio (Out of the Darkness), regia di Jud Taylor (1985) - Film TV
- Maledetta fortuna (Strange Luck) - serie TV, 17 episodi (1995-1996)
- C-16: FBI – serie TV, 13 episodi (1997-1998)
- Vi presento Dorothy Dandridge (Introducing Dorothy Dandridge), regia di Martha Coolidge – film TV (1999)
- Harsh Realm – serie TV, 9 episodi (1999-2000)
- Ancora una volta (Once and Again) – serie TV, 3 episodi (2000-2003)
- Oltre i limiti (The Outer Limits) - serie TV, 1 episodio (2000)
- Inferno di fuoco (Superfire), regia di Steven Quale (2002) - Film TV
- CSI: Miami - serie TV, 1 episodio (2003)
- Life as We Know It – serie TV, 13 episodi (2004-2005)
- La sfida di Jace (Going to the Mat), regia di Stuart Gillard – film TV (2004)
- CSI - Scena del crimine (CSI: Crime Scene Investigation) - serie TV, 1 episodio (2004)
- Dr. House - Medical Division (House, M.D.) – serie TV, episodio 2x23 (2006)
- Crash – serie TV, 4 episodi (2008)
- Criminal Minds - serie TV, 3 episodi (2009)
- Castle - serie TV, episodio 3x22 (2011)
- The Event - serie TV, 6 episodi (2011)
- Jericho - serie TV (2011)
- The Closer - serie TV (2012)
- Due uomini e mezzo (Two and a Half Man) - serie TV, 10 episodi (2013-2014)

## Doppiaggio
- Dinosauri (Dinosaur), regia di Eric Leighton e Ralph Zondag (2000)
- Koda, fratello orso (Brother Bear), regia di Aaron Blaise e Robert Walker (2003)

## Premi e riconoscimenti
- American Cinema Award 2000 per Weekend
- Boston International Film Festival per Two Tickets to Paradise (2006)
- Festival Director's per Two Tickets to Paradise (2006)
- Savannah Film and Video Festival per Two Tickets to Paradise (2006)
- Audience Award per Two Tickets to Paradise (2007)
- Independent Spirit Award per Two Tickets to Paradise (2007)
- Renaissance Award per Two Tickets to Paradise (2007)
- Tillie Award per Two Tickets to Paradise (2007)
- Governor's Golden Appy per Two Tickets to Paradise (2007)
- Action on Film Award per Two Tickets to Paradise (2007)
- Honorable Mention per Two Tickets to Paradise (2007)
- Golden Honu Award per Two Tickets to Paradise (2008)

## Doppiatori italiani
Nelle versioni in italiano delle opere in cui ha recitato, D.B. Sweeney è stato doppiato da:
- Sandro Acerbo in La fine del gioco, Un adorabile testardo, Life as We Know It
- Alberto Caneva in Vincere insieme, Bagliori nel buio
- Loris Loddi in Maledetta fortuna, Spawn
- Sergio Lucchetti in The Darwin Awards - Suicidi accidentali per menti poco evolute, Swamp Shark
- Francesco Prando in Otto uomini fuori, Sharp Objects
- Mauro Gravina in Ancora una volta, Crash
- Enrico Di Troia in 24, Miracolo a Sant'Anna
- Francesco Pannofino in Giardini di pietra
- Francesco Bulckaen in Memphis Belle
- Maurizio Fiorentini in C-16: FBI
- Massimo Lodolo in Harsh Realm
- Massimo De Ambrosis in Hardball
- Vittorio De Angelis in CSI: Miami
- Marco Mete in Due uomini e mezzo
- Massimo Rossi ne La sfida di Jace
- Gaetano Varcasia in CSI: NY
- Paolo Marchese in Dr. House - Medical Division
- Pasquale Anselmo in Leverage - Consulenze illegali
- Daniele Valenti in Criminal Minds
- Francesco Meoni in Castle
- Stefano Alessandroni in Hawaii Five-0
- Vladimiro Conti in Taken - La vendetta
- Saverio Indrio in The Closer
- Fabrizio Pucci in Major Crimes (ep. 1x04, 2x03)
- Angelo Maggi in Major Crimes (ep. 5x03)
- Massimiliano Plinio in 12 cuccioli da salvare
- Roberto Certomà in Bus 657
- Antonio Palumbo in S.W.A.T.
- Massimiliano Virgilii in Megalopolis
- Marco Balzarotti in Vi presento Dorothy Dandridge (ridoppiaggio)

Da doppiatore è sostituito da:
- Daniele Liotti in Dinosauri
- Fabio Boccanera in Koda, fratello orso
- Valerio Sacco in La leggenda di Korra